# Iêmen nos Jogos Olímpicos de Verão de 2016
Iêmen participou dos Jogos Olímpicos de Verão de 2016, que foram realizados na cidade do Rio de Janeiro, no Brasil, entre os dias 5 e 21 de agosto de 2016. A delegação iemenita não conquistou nenhuma medalha.

## Natação
| Atleta                     | Prova           | Eliminatórias | Eliminatórias | Semifinal   | Semifinal   | Final       | Final       |
| Atleta                     | Prova           | Tempo         | Pos.          | Tempo       | Pos.        | Tempo       | Pos.        |
| -------------------------- | --------------- | ------------- | ------------- | ----------- | ----------- | ----------- | ----------- |
| Nooran Ahmed Ali Ba Matraf | 100 m borboleta | 1:11,16       | 42º           | Não avançou | Não avançou | Não avançou | Não avançou |